# Watutine (obwód charkowski)
Watutine (ukr. Ватутіне) – wieś na Ukrainie, w obwodzie charkowskim, w rejonie charkowskim, w hromadzie Nowa Wodołaha. Liczy 1273 mieszkańców.